# K.O. pour Steve Warson
Pour les articles homonymes, voir KO.
K.O. pour Steve Warson est le trente-quatrième tome de la série Michel Vaillant. Il a pour thème principal les difficultés des pilotes Vaillante face aux Leader dans le championnat du monde de Formule 1.

## Synopsis
Steve Warson et Michel Vaillant dominent le championnat du monde de Formule 1 mais, un an après le très grave accident de Dan Hawkins à Indianapolis, l'écurie Leader annonce son retour à la compétition et ses débuts en Formule 1 lors du Grand Prix automobile d'Allemagne. Steve se remet dès lors à penser à Ruth qu'il n'a plus revu depuis le drame d'Indianapolis. 
Il retrouve par hasard la jeune femme à Paris et retombe amoureux. Sur la piste, les Leader réussissent leurs débuts en remportant les Grands Prix d'Allemagne et d'Autriche. Alors qu'il veut demander Ruth en mariage, Steve reçoit une invitation de la part du Leader.

## Personnages réels présents
- Mario Andretti
- Niki Lauda
- Vittorio Brambilla
- Didier Pironi
- James Hunt